# 카잔 칸국
카잔 칸국(타타르어: Qazan Xanlığı 카잔 하늘르그, 튀르키예어: Kazan Hanlığı 카잔 하늘르으[*], 러시아어: Казанское ханство 카잔스코에 한스트보[*])은 우르그 무한마드와 마프무데크가 카잔에 자리 잡고 창건한 것이 시초이다. 현재는 타타르스탄이라고도 불린다.

## 멸망
1486년 러시아의 키로프를 공격하여 정복하였다. 카잔 칸국은 모스크바 대공국을 상대로 계속적인 노예 사냥을 목적으로 한 전쟁을 일으켰다. 이로 인하여 1531년에는 러시아인 노예 숫자가 10만명에 달하였다. 1530년대에 너무 과도한 노예수로 인한 국력이 쇠퇴하였다. 카잔 칸국은 크림 칸국과 관계가 깊어지면서 국내에서 크림 칸국을 지지하는 세력과 모스크바 대공국을 지지하는 세력으로 나뉘어 대립이 이어졌다. 하지만 크림 칸국의 영향력이 카잔 칸국에 강해지면서 1534년과 1535년에 매년 모스크바를 침략한다. 카잔 칸국의 친 모스크바 세력이 적어지면서 모스크바와의 대립이 이어졌고 모스크바 대공국의 이반 4세가 카잔 칸국을 공격했다. 이반 4세는 킵챠크 칸국에서 카간으로 추대된 자신의 혈통을 내세워 카잔 칸국의 귀족들을 합류시켰다. 최후의 황제인 야데가르 목사마트는 그리스 정교로 개종하면서 러시아 차르국의 귀족으로 편입되었고 1550년대 초에 카잔 칸국은 러시아 차르국의 영토로 편입되면서 소멸되었다.

## 같이 보기
- 카심 칸국